# Greenview (Illinois)
Greenview és una població dels Estats Units a l'estat d'Illinois. Segons el cens del 2000 tenia 862 habitants.

## Demografia
Segons el cens del 2000, Greenview tenia 862 habitants, 366 habitatges, i 252 famílies. La densitat de població era de 391,6 habitants/km².
Dels 366 habitatges en un 31,4% hi vivien nens de menys de 18 anys, en un 52,7% hi vivien parelles casades, en un 12% dones solteres, i en un 31,1% no eren unitats familiars. En el 29,5% dels habitatges hi vivien persones soles el 16,1% de les quals corresponia a persones de 65 anys o més que vivien soles. El nombre mitjà de persones vivint en cada habitatge era de 2,36 i el nombre mitjà de persones que vivien en cada família era de 2,89.
Per edats la població es repartia de la següent manera: un 24,4% tenia menys de 18 anys, un 9,4% entre 18 i 24, un 26,3% entre 25 i 44, un 22% de 45 a 60 i un 17,9% 65 anys o més.
L'edat mediana era de 37 anys. Per cada 100 dones de 18 o més anys hi havia 89,5 homes.
La renda mediana per habitatge era de 39.196 $ i la renda mediana per família de 49.125 $. Els homes tenien una renda mediana de 30.455 $ mentre que les dones 24.583 $. La renda per capita de la població era de 21.050 $. Aproximadament el 4% de les famílies i el 7,5% de la població estaven per davall del llindar de pobresa.

## Poblacions més properes
El següent diagrama mostra les poblacions més properes.